# غونديويندي
غونديويندي هي بلدة، في أستراليا، تقع في كوينزلاند، هي عاصمة Goondiwindi Region ‏، بلغ عدد سكانها 6,355  نسمة وذلك حسب إحصائيات سنة 2016، رمزها البريدي هو 4390.

## المناخ
يظهر الجدول التالي التغييرات المناخية على مدار السنة لغونديويندي:
| البيانات المناخية لـغونديويندي    | البيانات المناخية لـغونديويندي | البيانات المناخية لـغونديويندي | البيانات المناخية لـغونديويندي | البيانات المناخية لـغونديويندي | البيانات المناخية لـغونديويندي | البيانات المناخية لـغونديويندي | البيانات المناخية لـغونديويندي | البيانات المناخية لـغونديويندي | البيانات المناخية لـغونديويندي | البيانات المناخية لـغونديويندي | البيانات المناخية لـغونديويندي | البيانات المناخية لـغونديويندي | البيانات المناخية لـغونديويندي |
| الشهر                             | يناير                          | فبراير                         | مارس                           | أبريل                          | مايو                           | يونيو                          | يوليو                          | أغسطس                          | سبتمبر                         | أكتوبر                         | نوفمبر                         | ديسمبر                         | المعدل السنوي                  |
| --------------------------------- | ------------------------------ | ------------------------------ | ------------------------------ | ------------------------------ | ------------------------------ | ------------------------------ | ------------------------------ | ------------------------------ | ------------------------------ | ------------------------------ | ------------------------------ | ------------------------------ | ------------------------------ |
| الدرجة القصوى °م (°ف)             | 41.3 (106.3)                   | 44.5 (112.1)                   | 42.4 (108.3)                   | 38.2 (100.8)                   | 34.0 (93.2)                    | 31.2 (88.2)                    | 29.4 (84.9)                    | 34.3 (93.7)                    | 36.7 (98.1)                    | 40.4 (104.7)                   | 43.9 (111.0)                   | 45.2 (113.4)                   | 45.2 (113.4)                   |
| متوسط درجة الحرارة الكبرى °م (°ف) | 34.1 (93.4)                    | 33.1 (91.6)                    | 30.9 (87.6)                    | 26.9 (80.4)                    | 22.3 (72.1)                    | 18.8 (65.8)                    | 17.9 (64.2)                    | 20.0 (68.0)                    | 23.9 (75.0)                    | 28.0 (82.4)                    | 31.4 (88.5)                    | 33.6 (92.5)                    | 26.7 (80.1)                    |
| متوسط درجة الحرارة الصغرى °م (°ف) | 19.9 (67.8)                    | 19.5 (67.1)                    | 17.4 (63.3)                    | 13.2 (55.8)                    | 9.1 (48.4)                     | 6.1 (43.0)                     | 4.8 (40.6)                     | 6.0 (42.8)                     | 9.2 (48.6)                     | 13.3 (55.9)                    | 16.6 (61.9)                    | 18.8 (65.8)                    | 12.8 (55.0)                    |
| أدنى درجة حرارة °م (°ف)           | 9.6 (49.3)                     | 6.1 (43.0)                     | 4.7 (40.5)                     | 1.8 (35.2)                     | −2.8 (27.0)                    | −5.6 (21.9)                    | −5.9 (21.4)                    | −3.3 (26.1)                    | −2.2 (28.0)                    | 1.1 (34.0)                     | 4.4 (39.9)                     | 7.8 (46.0)                     | −5.6 (21.9)                    |
| معدل هطول الأمطار مم (إنش)        | 78.5 (3.09)                    | 69.0 (2.72)                    | 59.5 (2.34)                    | 38.7 (1.52)                    | 42.9 (1.69)                    | 40.3 (1.59)                    | 41.9 (1.65)                    | 33.1 (1.30)                    | 39.0 (1.54)                    | 38.7 (1.52)                    | 59.8 (2.35)                    | 69.8 (2.75)                    | 611.2 (24.06)                  |
| متوسط الأيام الممطرة (≥ 0.2mm)    | 7.3                            | 6.2                            | 5.5                            | 4.3                            | 4.8                            | 5.3                            | 5.6                            | 5.0                            | 5.0                            | 6.3                            | 6.3                            | 7.1                            | 68.7                           |
| المصدر: Bureau of Meteorology     |                                |                                |                                |                                |                                |                                |                                |                                |                                |                                |                                |                                |                                |

## أعلام
- داميان مارش
- إيثان لوي
- كيث بيل
- لاكلان ميلر